# Marisa Geroni
Marisa Geroni (Gorizia, 24 ottobre 1935 – Udine, 1º marzo 2014) è stata una cestista italiana.

## Carriera in Nazionale
Ha disputato quattro edizioni dei Campionati europei (1960, 1964, 1966, 1968) e i Campionati mondiali del 1967 con l'Italia. 114 partite in Nazionale con 262 punti.

## Palmarès
- Campionato italiano: 3 scudetti A.P.U. Udine: 1958-59, 1959-60, 1960-61;

- Basket Faenza: 3º posto in Serie AF 1956-57;
- A.P.U. Udine: 2º posto in Serie AF 1961-62;
- Onda Pavia: 2º posto in Serie AF 1963-64, 3º posto in Serie AF 1962-63;
- Standa Milano: 2º posto in Serie AF 1965-66, 2º posto in Serie AF 1967-68, 2º posto in Serie AF 1968-69, 2º posto in Serie AF 1971-72;
- Basket Treviso: 3º posto in Serie AF 1966-67;